# Audrey Marie Anderson
Ne doit pas être confondu avec Audrey Marie.
Audrey Marie Anderson née le 7 mars 1975 à Fort Worth au Texas, est une actrice et mannequin américaine.

## Biographie
Anderson est née à Fort Worth, au Texas, et a travaillé comme mannequin au début des années 1990, avant de faire ses débuts à la télévision en 2000-2001 en tant qu'actrice professionnelle dans un rôle secondaire dans la série ABC Deuxième Chance.
Elle a étudié et diplômé de Barbizon Modeling and Acting School à Fort Woth, Texas.

## Carrière
Elle est surtout connue pour avoir interprété Kim Brown dans la série CBS The Unit : Commando d'élite (2006-2009).
En 2013, elle commence à jouer le rôle de Lyla Michaels, la femme de John Diggle, dans la série Arrow. Dans la dernière saison de la série, son personnage a officiellement adopté le nom d'un super-héros nommé Harbinger lors du sixième crossover annuel de l'Arrowverse, Crisis On Infinite Earths.
De plus, en 2013, elle a commencé à jouer le rôle récurrent de Lilly dans la série The Walking Dead.

## Filmographie
- 1994 : Beverly Hills 90210 (TV) : Un officier de police
- 1995 : New York, police judiciaire (Saison 5, épisode 23) : Mrs. Barnett
- 2000 : Deuxième Chance (TV) : Carla Aldrich
- 2002 : On the Road Again (en) (Going to California) (TV) : Claire Connor
- 2002 : Providence (TV) : Angela
- 2002 : En eaux troubles (TV) : Une serveuse
- 2002 : Moonlight Mile : Audrey Anders
- 2003 : La couleur du coton (A Painted House) (TV) : Tally Spruill
- 2003 : Still Life (TV) : Emily Morgan
- 2004 : Point Pleasant, entre le bien et le mal (TV) : Isabelle Kramer
- 2004 : FBI : portés disparus (saison 3 épisode 6) (TV) : Colleen McGrath
- 2005 : Sexy à mort : Natalie
- 2006 - 2009 : The Unit : Commando d'élite (TV) : Kim Brown
- 2010 : NCIS Los Angeles : Saison 1, épisode 12 (TV) : Kristin Donnelly
- 2010 : Lie to Me : Saison 3 épisode 1 (TV) : Dr. Mary Hanson
- 2012 : Private Practice : Saison 5, épisode 10 (TV) : Rose Filmore
- 2012 : Dr House : Saison 8, épisode 11 (TV) : Emily Koppelman
- 2012 : Least Among Saints  : Jenny
- 2013 : The Walking Dead (série TV, Saison 4) : Lilly Chambler (3 épisodes)
- 2013 - 2020 : Arrow (TV) : Lyla Michaels
- 2015 : Castle : Saison 7 épisode 13 (TV) : Aubrey Haskins
- 2016 : Flash (série télévisée) : Lyla (1 épisode crossover)
- 2019 : Supergirl : Lyla (1 épisode crossover)
- 2019 : Batwoman : Lyla (1 épisode crossover)
- 2020 : DC: Legends of Tomorrow : Lyla (1 épisode crossover)
- 2022 : The Rookie : Dr. Charlene Bernard (Saison 5, épisode 12)